# ミラ・ムラティ
ミラ・ムラティ（Mira Murati）は、アルバニア生まれ のエンジニアで経営者である。2018年からOpenAI Inc.の最高技術責任者を務めている。2023年11月17日～11月19日にOpenAI Inc.の暫定CEOに就任していた。

## 生まれと学歴
ムラティは、1988年12月16日にアルバニア共和国のヴロラで生まれた。16歳の時にカナダのバンクーバー島にあるピアソン・カレッジの高校に入学し、2005年に卒業している。その後、コルビー大学とダートマス大学に通った。

## 経歴
ムラティは、2011年にゴールドマン・サックスにインターンとして入社し、2012年から2013年にはゾディアック・エアロスペースで働いた。その後、テスラモーターズでシニアプロダクトマネージャーとして3年間、モデルXの開発に携わり、Leap Motionに移った。
2018年にOpenAIに加わり、後に最高技術責任者として、ChatGPT, Dall-E, Codexの開発や社内研究や安全性チームを率いた。2023年11月17日には、サム・アルトマンCEO解任で、OpenAI Inc.の暫定CEOに就任し、2023年11月20日に暫定CEOを退任し、CTOに復帰した。
2024年9月26日、OpenAIを辞めCTOから退任することを発表した。